# Диктаторы обмана
«Диктаторы обмана. Новое лицо тирании в XXI веке» (англ. Spin Dictators) — книга экономиста Сергея Гуриева и политолога Даниела Трейсмана об устройстве недемократических политических режимов в XXI веке, впервые изданная на английском языке в 2022 году. Опираясь на собранные данные о старых и новых диктатурах, авторы показывают, что большинство современных автократов отличаются от своих предшественников, используя обман вместо страха.
Книга рассказывает, как диктаторы и автократы XXI века и недавнего прошлого, такие как Ли Куан Ю в Сингапуре, Альберто Фухимори в Перу, Владимир Путин в России, Реджеп Эрдоган в Турции и Виктор Орбан в Венгрии применяют пропаганду, PR, дезинформацию и удержание населения в страхе перед «другими», в отличие от диктаторов прошлого вроде Иосифа Сталина в СССР или Мао Цзэдуна в Китае, которые применяли массовые жестокие политические репрессии.
Впервые книга выпущена в 2022 году в издательстве Принстонского университета на английском языке. На русском языке книга издана 11 июля 2023 года в электронном виде Фондом Бориса Немцова. Также на русском языке вышла аудиоверсия книги, озвученная Сергеем Гуриевым.

## Предыстория
В 2019 году в журнале Journal of Economic Perspectives была опубликована статья «Информационные автократы», в которой Сергей Гуриев и Даниел Трейсман рассказали про диктаторов, которые притворяются демократами.
В 2020 году в журнале Journal of Public Economics была опубликована статья Сергея Гуриева и Даниела Трейсмана «Теория информационной автократии», в которой рассказано про режимы, которые для удержания власти вместо насильственного принуждения или фальсификации результатов голосований используют цензуру и пропаганду.

## Содержание
Авторы книги утверждают, что современные диктаторы обмана (англ. Spin Dictators) притворяются демократами (например, допускают существование независимых малотиражных оппозиционных изданий, показывая таким образом, что они уважают свободу прессы), но всё же используют свою власть для подавления инакомыслия (например, увеличением налогов для независимых средств массовой информации, их покупкой приближёнными лидера, либо обвинениями их в публикации фальшивых новостей и закрытием таких изданий). Вместо того, чтобы полностью подвергать цензуре или подавлять такие издания, авторитарные лидеры манипулируют СМИ, благодаря чему получают популярность среди людей. Помимо прочего, в книге обсуждаются симпатии между политическими диктаторами и демократическими популистами, такими как бывший американский президент Дональд Трамп.
Путинская Россия в 2000-х и начале 2010-х годов была одновременно спусковым крючком и ключевым примером для этой теории. Но резкий поворот режима к усилению репрессий в середине 2010—2020-х годов, кульминацией которого стало полномасштабное российское вторжение в Украину в 2022 году, поднял вопрос о предпосылках для этих перемен. В своей статье Дэниел Трейсман утверждает, что эта обратная эволюция была вызвана не консерватизмом и имперскими амбициями российского населения, как принято считать, а скорее продолжающимся процессом социальной модернизации, который путинская политическая диктатура больше не могла контролировать.
В «Диктаторах обмана» предполагается, что те самые сдерживающие авторитаризм силы могут ускорить его восхождение. Поскольку глобализация и развитие интернета затрудняют осуществление абсолютной власти, диктаторы могут использовать более ограниченную власть, которая оставляет пространство для неугрожающего инакомыслия, не допуская реальной оппозиции.
Диктаторы обмана прикидываются демократами. В какой-то момент внутри страны накапливается критическая масса умных образованных людей, которые задают много вопросов и которых трудно заставить замолчать, потому что их много, подкупать их дорого, цензурировать тоже непросто. И в конце концов диктатор обмана должен выбрать: делать режим более свободным или, наоборот, возвращаться в XX век. Некоторые диктатуры возвращаются в диктатуру страха. И вот эта обратная эволюция — та, которую мы увидели и в России, к сожалению, в 2022 году.Сергей Гуриев, интервью Forbes
Данные, на которые авторы ссылаются в книге, доступны для ознакомления и скачивания на англоязычном сайте книги.

## Отзывы
По мнению политолога (PhD in Political Science) Илькера Калина, ключевые концепции книги найдут отражение в будущих исследованиях авторитаризма и вдохновят учёных глубже вникать в меняющийся характер сегодняшних политиков. Журнал The Political Quarterly называет работу Гуриева и Трейсмана своевременным вкладом в литературу об авторитаризме и демократии. Журнал отмечает, что авторы подробно рассматривают элементы диктаторов обмана и понятные концепции. Однако, по мнению, автора обзора, хотя книга рассказывает, как адаптируются диктаторы, она упускает информацию о самих диктаторах, поэтому неподготовленному читателю может быть сложно уследить за многими упоминаемыми в книге политиками, часто упоминаемыми в одном абзаце. Несмотря на это, The Political Quarterly рекомендует эту книгу студентам, изучающим политологию, и гражданам недемократических стран, чтобы они избегали введения их в заблуждение авторитарными лидерами. Financial Times назвали книгу проницательной, хорошо проработанной и занимательной.
Политолог Владимир Гельман считает, что, в отличие от многих других специалистов, «Гуриев и Трейсман фокусируются на изменениях траекторий авторитарных режимов по всему миру в начале XXI века, стремясь объяснить их динамику». Он отмечает, что другими исследователями современные автократии видятся как «побочный продукт исторического „наследия прошлого“» или как результат кризисов в посткоммунистических странах, тогда как Гуриев и Трейсман рассматривают их феномен через «призму критического анализа тех усилий, которые предпринимают в своих интересах сами автократы». По мнению Гельмана, эта книга обозначает важные проблемы исследования современных автократий, которые предстоит решать новым поколениям исследователей в ближайшие десятилетия.